# Jan Chrucki
Jan Chrucki herbu Leliwa (biał. Іван Фаміч Хруцкі, Iwan Famicz Chrucki, ros. Иван Фомич Хруцкий, Iwan Fomicz Chrucki; ur. 8 lutego 1810 w Ulle, zm. 26 stycznia 1885 w Zacharniczach) – malarz, przedstawiciel realizmu, członek wileńskiej szkoły malarskiej, portrecista i malarz martwej natury. Jego dorobek traktowany jest jako część kultury polskiej, białoruskiej i rosyjskiej.

## Życiorys

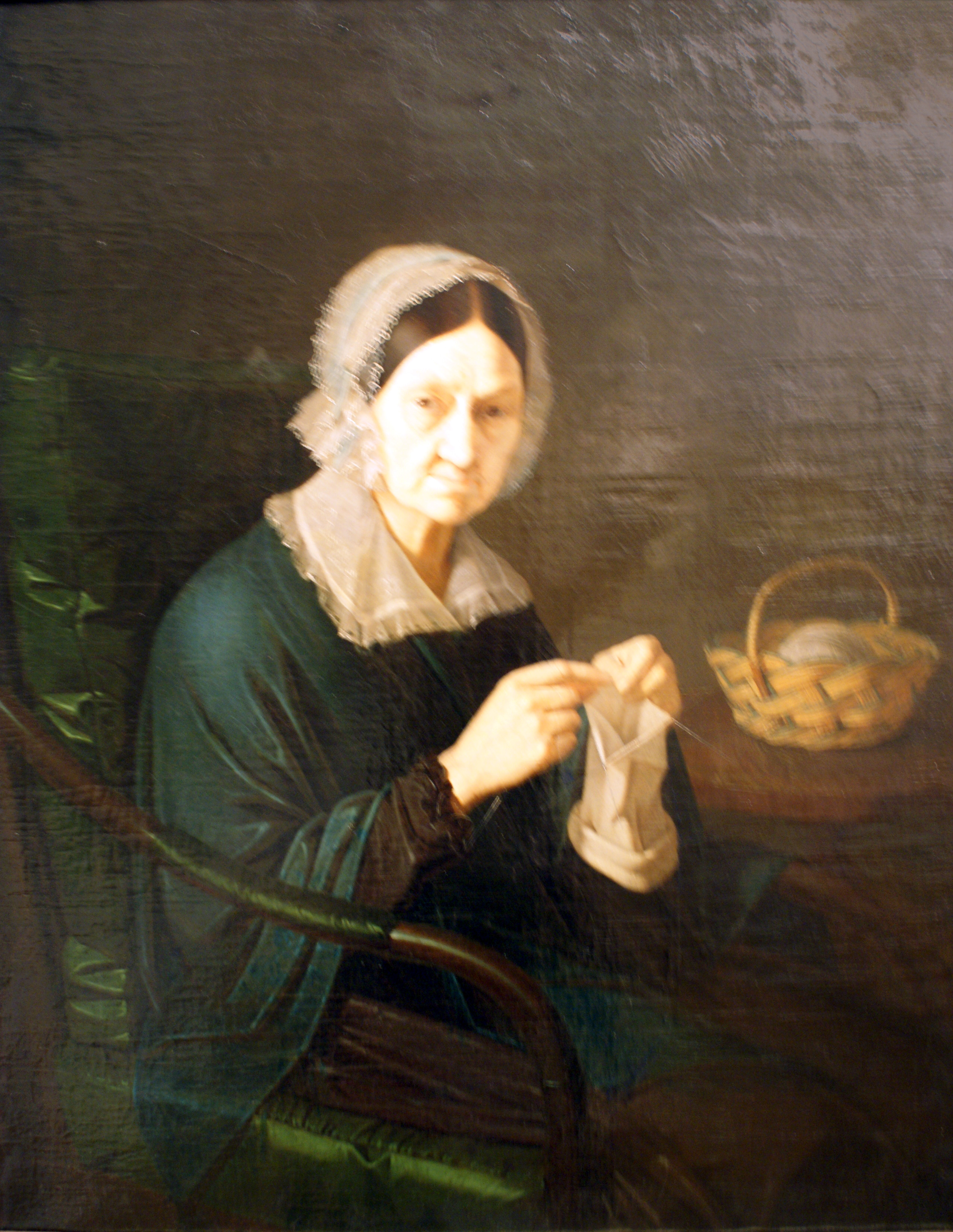
Staruszka robiąca na drutach, 1838

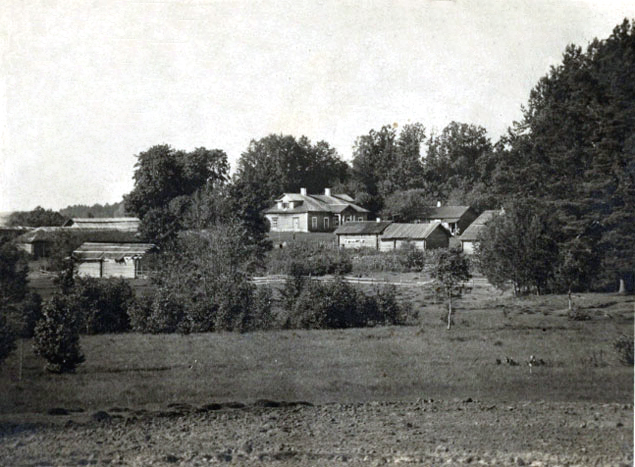
Majątek Zacharnicze, 1910

Jan Chrucki urodził się w białoruskiej greckokatolickiej rodzinie szlacheckiej we wsi Ułła w guberni witebskiej Imperium Rosyjskiego (w zaborze rosyjskim, na ziemiach zabranych). Ukończył liceum pijarów w Połocku, gdzie uczył się rysunku i malarstwa. Należał do pierwszego pokolenia polskich malarzy, którzy po zamknięciu przez władze rosyjskie Uniwersytetu Wileńskiego studiowali w Petersburgu. W latach 1827–1829 uczył się u George'a Dawe'a, w latach 1830–1839 studiował w Cesarskiej Akademii Sztuk Pięknych pod kierunkiem Aleksandra Warnecka. Już na studiach otrzymał srebrny medal w 1836 za Kwiaty i owoce oraz dwa złote medale w 1838 za obrazy Staruszka robiąca na drutach i Martwa natura. Naukę uzupełniał studiami dzieł dawnych mistrzów w Ermitażu, zwłaszcza studiami nad martwą naturą niderlandzką XVII wieku.
Pierwsza znana praca datowana jest na rok 1832. Jego obrazy stopniowo zdobywały uznanie społeczeństwa i krytyków. Jednocześnie pracował jako projektant wnętrz, stając się bardzo popularnym wśród bogatych ludzi. W 1836 nagrodzony Wielkim Srebrnym Medalem Akademii Sztuk Pięknych za jego martwe natury. Starsza kobieta wiążąca skarpetkę dała mu Mały Złoty Medal Akademii. W roku 1839 przyznano mu tytuł akademika.
Po śmierci ojca w 1840 roku na zawsze opuścił Petersburg i osiedlił się w swojej wsi Zacharnicze pod Połockiem. Okres ten oznaczał się zwykle sztuką religijną, głównie z byłego Wielkiego Księstwa Litewskiego. Oprócz obrazów religijnych tworzył także portrety, np. I. Głazunowa, Józefa Siemawoka, Mikołaja Malinowskiego i innych. Zmarł w 1885 roku.

## Styk kultur
Obecnie zarówno Polacy, jak też Białorusini i Rosjanie traktują dorobek artystyczny Jana Chruckiego za część swojej kultury. Narodowość artysty określana jest w zależności od źródła jako białoruska, polska lub rosyjska. W jednym ze źródeł został on opisany następująco: Polak z narodowości, Białorusin z miejsca urodzenia, ostatecznie ukształtował się w nurcie rosyjskiej szkoły akademickiej. Narodowe Muzeum Sztuki Republiki Białorusi w swoich publikacjach określa go mianem słynnego białoruskiego malarza martwej natury i słynnego rodaka, przy czym podkreśla, że jego spuścizna artystyczna jest nabytkiem kulturowym nie tylko Białorusi. Także Biełaruskaja encykłapiedyja mówi, że Chrucki to artysta białoruski, a jego twórczość jest związana z życiem artystycznym Białorusi i Rosji. Z kolei Sowietskij encykłopiediczeskij słowar określa Chruckiego jako malarza rosyjskiego.

## Upamiętnienie
Instytucje państwowe Republiki Białorusi często upamiętniają artystę i posługują się jego dorobkiem. Grafika nawiązująca do fragmentu obrazu „Portret nieznanej kobiety z owocami” z 1838 roku znalazła się na rewersie banknotu 1000 rubli białoruskich będącego w obiegu w latach 2011–2017. W 2010 wydane zostały na Białorusi m.in. znaczek pocztowy i moneta kolekcjonerska z okazji dwusetnej rocznicy urodzenia artysty.